# جغد جیغ‌کش کرم‌نما
جغد جیغ‌کش کرم‌نما (نام علمی: Megascops guatemalae vermiculatus)، یکی از زیرگونه‌های جغد جیغ‌کش آمریکای میانه یا احتمالاً گونه‌ای جداگانه از جغدهای تیرهٔ جغدان راستین (Strigidae) است. در کاستاریکا، نیکاراگوئه و پاناما یافت می‌شود.
چیزی که اکنون جغد جیغ‌کش کوهپایه‌ای (M. roraimae) نامیده می‌شود، زمانی یکی از زیرگونه‌های جغد جیغ‌کش کرمی در نظر گرفته می‌شد.
آهنگ اصلی جغد جیغ‌کش کرم‌نما یک تریل بسیار سریع، بلند و وزغ‌مانند است. آهنگ ثانویه احتمالی آن «خرخر نزولی بسیار مختصر» است.